# Pajajaran (Cicendo)
Pajajaran is een bestuurslaag in het regentschap Kota Bandung van de provincie West-Java, Indonesië. Pajajaran telt 24.982 inwoners (volkstelling 2010).